# Командний чемпіонат Європи з легкої атлетики 2019
Командний чемпіонат Європи з легкої атлетики 2019 в межах Суперліги був проведений 9-11 серпня в Бидгощі на стадіоні імені Здзіслава Кшишков'яка.
У квітні 2018 Рада Європейської легкоатлетичної асоціації ухвалила рішення зменшити, починаючи з чемпіонату-2021, кількісний склад збірних Суперліги з 12 до 8 (або 9, якщо збірна країни-господаря змагань не матиме права виступати в Суперлізі). Внаслідок цього, за підсумками чемпіонату-2019, до Суперліги, а також першої та другої ліг виходили не по три, а по одній збірній-переможниці більш низької ліги, а Суперлігу, першу та другу ліги залишали п'ять (замість трьох) збірних.

## Суперліга

### Підсумковий залік
Збірна Польщі вперше у власній історії виборола золоті медалі командного чемпіонату Європи.
| Місце | Команда         | Очки  |
| ----- | --------------- | ----- |
| 1     | Польща          | 345   |
| 2     | Німеччина       | 317,5 |
| 3     | Франція         | 316,5 |
| 4     | Італія          | 316   |
| 5     | Велика Британія | 302,5 |
| 6     | Іспанія         | 294,5 |
| 7     | Україна         | 224   |
| 8 ↓   | Чехія           | 219,5 |
| 9 ↓   | Швеція          | 210,5 |
| 10 ↓  | Греція          | 197,5 |
| 11 ↓  | Фінляндія       | 190   |
| 12 ↓  | Швейцарія       | 175   |

### Особисті результати

#### Чоловіки
| Дисципліни                | Перше місце                                                                  | Перше місце | Друге місце                                                      | Друге місце | Третє місце                                                      | Третє місце |
| ------------------------- | ---------------------------------------------------------------------------- | ----------- | ---------------------------------------------------------------- | ----------- | ---------------------------------------------------------------- | ----------- |
| 100 метрів                | Джиммі Віко Франція                                                          | 10,35       | Марселл Джейкобс Італія                                          | 10,39       | Міхаель Поль Німеччина                                           | 10,55       |
| 200 метрів                | Річард Кілті Велика Британія                                                 | 20,66       | Фаусто Десалу Італія                                             | 20,69       | Муамаду Фоль Франція                                             | 20,70       |
| 400 метрів                | Давіде Ре Італія                                                             | 45,35       | Двейн Кавен Велика Британія                                      | 46,18       | Оскар Усільйос Іспанія                                           | 46,36       |
| 800 метрів                | Адам Кщот Польща                                                             | 1.46,97     | Джеймі Вебб Велика Британія                                      | 1.47,25     | Альваро де Арріва Іспанія                                        | 1.47,48     |
| 1500 метрів               | Марцин Левандовський Польща                                                  | 3.47,88     | Чарлі Грайс Велика Британія                                      | 3.48,35     | Якуб Голуша Чехія                                                | 3.49,18     |
| 3000 метрів               | Адель Мечаль Іспанія                                                         | 8.02,51     | Калле Берглунд Швеція                                            | 8.02,79 PB  | Джеймс Вест Велика Британія                                      | 8.02,97     |
| 5000 метрів               | Єманеберхан Кріппа Італія                                                    | 13.43,30    | Жульєн Вандерс Швейцарія                                         | 13.45,31    | Уго Е Франція                                                    | 13.58,20    |
| 110 метрів з бар'єрами    | Орландо Ортега Іспанія                                                       | 13,38       | Паскаль Мартіно-Лагард Франція                                   | 13,46       | Грегор Трабер Німеччина                                          | 13,54       |
| 400 метрів з бар'єрами    | Патрик Добек Польща                                                          | 48,87       | Людві Ваян Франція                                               | 48,98 SB    | Люк Кемпбелл Німеччина                                           | 49,24 SB    |
| 3000 метрів з перешкодами | Фернандо Карро Іспанія                                                       | 8.27,26     | Топі Райтанен Фінляндія                                          | 8.27,68     | Кристіан Залевський Польща                                       | 8.29,12 SB  |
| 4×100 метрів              | Велика БританіяДомінік Ешвелл Олівер Бромбі Річард Кілті Гаррі Айкінс-Айїтей | 38,73       | НімеччинаСтівен Мюллер Марвін Шульте Рой Шмідт Міхаель Поль      | 38,88       | УкраїнаЕрік Костриця Олександр Соколов Ігор Бодров Сергій Смелик | 39,02       |
| 4×400 метрів              | ІталіяЕдоардо Скотті Маттео Гальван Браян Лопес Давіде Ре                    | 3.02,04 SB  | ФранціяМамаду Кассе Анн Крістофер Нальялі Тома Жордьє Лоїк Прево | 3.02,08 SB  | ПольщаВіктор Сувара Рафал Омелько Лукаш Кравчук Патрик Добек     | 3.02,56 SB  |
| Стрибки у висоту          | Мігель Анхель Санчо Іспанія                                                  | 2,26 SB     | Кріс Бейкер Велика Британія                                      | 2,22        | Стефано Соттіле Італія                                           | 2,22        |
| Стрибки з жердиною        | Пйотр Лісек Польща                                                           | 5,81        | Мелькер Сверд Якобссон Швеція                                    | 5,71        | Рено Лавіллені Франція                                           | 5,71        |
| Стрибки в довжину         | Мільтіадіс Тентоглу Греція                                                   | 8,30        | Еусебіо Касерес Іспанія                                          | 8,02w       | Томаш Ящук Польща                                                | 8,00        |
| Потрійний стрибок         | Бен Вільямс Велика Британія                                                  | 17,14 PB    | Сімо Ліпсанен Фінляндія                                          | 16,76       | Бенжамен Компаоре Франція                                        | 16,67       |
| Штовхання ядра            | Міхал Гаратик Польща                                                         | 21,83 CR    | Томаш Станек Чехія                                               | 20,65       | Фредерік Дагі Франція                                            | 20,03       |
| Метання диска             | Пйотр Малаховський Польща                                                    | 63,02       | Мартін Віріг Німеччина                                           | 61,84       | Данієль Штоль Швеція                                             | 61,38       |
| Метання молота            | Войцех Новицький Польща                                                      | 78,84       | Кантен Біго Франція                                              | 76,70       | Міхаїл Анастасакіс Греція                                        | 75,77       |
| Метання списа             | Джуліан Вебер Німеччина                                                      | 86,86 SB    | Якуб Вадлейх Чехія                                               | 79,88       | Марцин Круковський Польща                                        | 79,54       |

#### Жінки
| Дисципліни                | Золото                                                                                    | Золото     | Срібло                                                                   | Срібло     | Бронза                                                                 | Бронза     |
| ------------------------- | ----------------------------------------------------------------------------------------- | ---------- | ------------------------------------------------------------------------ | ---------- | ---------------------------------------------------------------------- | ---------- |
| 100 метрів                | Кароль Заї Франція                                                                        | 11,31      | Дерілл Нейта Велика Британія                                             | 11,33      | Ева Свобода Польща                                                     | 11,35      |
| 200 метрів                | Муджинга Камбунджі Швейцарія                                                              | 22,72 SB   | Джоді Вільямс Велика Британія                                            | 22,89      | Джессіка-Б'янка Вессоллі Німеччина                                     | 23,15      |
| 400 метрів                | Юстина Швенти-Ерсетиць Польща                                                             | 51,23      | Леа Шпрунгер Швейцарія                                                   | 51,84      | Марія Чигболу Італія                                                   | 52,19      |
| 800 метрів                | Ренель Ламот Франція                                                                      | 2.01,21 SB | Шелайна Оскан-Кларк Велика Британія                                      | 2.01,45    | Крістіна Герінг Німеччина                                              | 2.01,77    |
| 1500 метрів               | Софія Еннауї Польща                                                                       | 4.08,37    | Катеріна Гранц Німеччина                                                 | 4.08,52    | Крістійна Мякі Чехія                                                   | 4.09,12 SB |
| 3000 метрів               | Йоланда Нгарамбе Швеція                                                                   | 9.07,67    | Марта Дзеноні Італія                                                     | 9.08,34    | Соланж Перейра Іспанія                                                 | 9.09,76 PB |
| 5000 метрів               | Ганна Кляйн Німеччина                                                                     | 15.39,00   | Майтане Мелеро Іспанія                                                   | 15.44,55   | Сара Інгліс Велика Британія                                            | 15.45,23   |
| 100 метрів з бар'єрами    | Люміноза Бойльйоло Італія                                                                 | 12,87      | Сінді Роледер Німеччина                                                  | 12,87 SB   | Кароліна Колечек Польща                                                | 12,88      |
| 400 метрів з бар'єрами    | Зузана Гейнова Чехія                                                                      | 55,10      | Анна Рижикова Україна                                                    | 55,61      | Йоанна Лінкевич Польща                                                 | 55,67      |
| 3000 метрів з перешкодами | Геза Краузе Німеччина                                                                     | 9.36,67    | Ірене Санчес Іспанія                                                     | 9.39,24    | Розі Кларк Велика Британія                                             | 9.39,85    |
| 4×100 метрів              | ФранціяКароль Заї Орланн Омбісса-Дзанге Естель Раффаї Сара Рішар                          | 43,09      | ШвейцаріяАйла дель Понте Сара Атчо Муджинга Камбунджі Корнелія Гальбгеєр | 43,11      | Велика БританіяКрістал Авуа Аліша Ріс Б'янка Вільямс Рейчел Міллер     | 43,46      |
| 4×400 метрів              | ПольщаІга Баумгарт-Вітан Анна Келбасинська Малгожата Голуб-Ковалик Юстина Швенти-Ерсетиць | 3.24,81 EL | Велика БританіяЕмілі Даймонд Джоді Вільямс Зої Кларк Джессіка Тернер     | 3.27,12 SB | ІталіяМарія Чигболу Айоміде Фолорунсо Ребекка Борга Джанкарла Тревізан | 3.27,32 SB |
| Стрибки у висоту          | Юлія Левченко Україна                                                                     | 1,97       | Еріка Кінсі Швеція                                                       | 1,94       | Алессія Трост Італія                                                   | 1,94 =SB   |
| Стрибки з жердиною        | Екатеріні Стефаніді Греція                                                                | 4,70       | Марина Килипко Україна                                                   | 4,56 SB    | Ангеліка Бенгтссон ШвеціяНінон Гійон-Ромарен Франція                   | 4,46       |
| Стрибки в довжину         | Малайка Мігамбо Німеччина                                                                 | 7,11w      | Абігейл Ірозуру Велика Британія                                          | 6,75w      | Елойз Лезьйо-Аймонен Франція                                           | 6,72 SB    |
| Потрійний стрибок         | Параскеві Папахристу Греція                                                               | 14,48      | Ана Пелетейро Іспанія                                                    | 14,27      | Оттавія Честонаро Італія                                               | 14,18 PB   |
| Штовхання ядра            | Крістіна Шваніц Німеччина                                                                 | 18,93      | Фанні Рос Швеція                                                         | 18,54      | Софі Маккінна Велика Британія                                          | 17,94      |
| Метання диска             | Клаудіне Віта Німеччина                                                                   | 61,09      | Меліна Робер-Мішон Франція                                               | 60,61      | Хрисула Ананьйостопулу Греція                                          | 59,02 SB   |
| Метання молота            | Александра Таверньє Франція                                                               | 72,81      | Йоанна Фьодоров Польща                                                   | 72,13      | Ірина Климець Україна                                                  | 71,67      |
| Метання списа             | Алексі Алаїс Франція                                                                      | 63,46 PB   | Марія Андрейчик Польща                                                   | 63,39 SB   | Ірена Шедива Чехія                                                     | 61,32 PB   |

### Виступ українців
Склад збірної України для участі в командному чемпіонаті Європи був визначений рішенням Федерації легкої атлетики України.
| Чоловіки | Чоловіки                                                        | Чоловіки   | Чоловіки  |
| Місце    | Атлет                                                           | Дисципліна | Результат |
| -------- | --------------------------------------------------------------- | ---------- | --------- |
| 3        | Ерік Костриця Олександр Соколов Ігор Бодров Сергій Смелик       | 4×100 м    | 39,02     |
|          | Сергій Смелик                                                   | 200 м      | 20,75     |
|          | Ярослав Ісаченков                                               | довжина    | 7,91 PB   |
|          | Олександр Соколов                                               | 100 м      | 10,61     |
|          | Данило Даниленко                                                | 400 м      | 46,76     |
|          | Микита Нестеренко                                               | диск       | 58,53     |
|          | Сергій Перевозников                                             | молот      | 72,15     |
|          | Юрій Крімаренко                                                 | висота     | 2,17      |
|          | Ігор Мусієнко                                                   | ядро       | 19,51     |
|          | Данило Даниленко Олег Миронець Дмитро Бікулов Олексій Поздняков | 4×400 м    | 3.06,04   |
|          | Станіслав Маслов                                                | 3000 м     | 8.08,72   |
|          | Василь Коваль                                                   | 3000 м з/п | 8.54,48   |
|          | Олег Каяфа                                                      | 1500 м     | 3.52,04   |
|          | Олександр Ничипорчук                                            | спис       | 72,43     |
|          | Володимир Киц                                                   | 5000 м     | 14.40,90  |
|          | Олександр Малосілов                                             | потрійний  | 15,56     |
|          | Кирило Хоменко                                                  | 110 м з/б  | 14,10     |
|          | Євген Гуцол                                                     | 800 м      | 1.49,67   |
|          | Денис Нечипоренко                                               | 400 м з/б  | 51,58     |
| —        | Кирило Кіру                                                     | жердина    | NM        |

| Жінки | Жінки                                                           | Жінки      | Жінки      |
| Місце | Атлетка                                                         | Дисципліна | Результат  |
| ----- | --------------------------------------------------------------- | ---------- | ---------- |
| 1     | Юлія Левченко                                                   | висота     | 1,97       |
| 2     | Марина Килипко                                                  | жердина    | 4,56 SB    |
| 2     | Анна Рижикова                                                   | 400 м з/б  | 55,61      |
| 3     | Ірина Климець                                                   | молот      | 71,67      |
|       | Анастасія Бризгіна Тетяна Мельник Катерина Климюк Анна Рижикова | 4×400 м    | 3.29,33    |
|       | Ольга Саладуха                                                  | потрійний  | 14,11      |
|       | Наталія Прищепа                                                 | 800 м      | 2.02,01    |
|       | Ольга Голодна                                                   | ядро       | 17,18      |
|       | Анна Плотіцина                                                  | 110 м з/б  | 13,26      |
|       | Наталія Семенова                                                | диск       | 55,30      |
|       | Катерина Климюк                                                 | 400 м      | 53,09      |
|       | Наталія Прищепа                                                 | 1500 м     | 4.10,64 SB |
|       | Тетяна Фетіскіна                                                | спис       | 54,31      |
|       | Вікторія Ратнікова Анна Плотіцина Яна Качур Ганна Чубковцова    | 4×100 м    | 44,34      |
|       | Вікторія Ратнікова                                              | 100 м      | 11,64      |
|       | Єлізавета Бризгіна                                              | 200 м      | 23,90      |
|       | Вікторія Шкурко                                                 | 5000 м     | 17.16,93   |
|       | Вікторія Шкурко                                                 | 3000 м     | 9.39,43    |
|       | Ганна Жмурко                                                    | 3000 м з/п | 10.44,81   |
|       | Ганна Красуцька                                                 | довжина    | 6,12       |

## 1-3 ліги
Командний чемпіонат Європи з легкої атлетики 2019 в межах 1-3 ліг був проведений 9-11 серпня у Саннесі на місцевому стадіоні (1-а ліга) та 10-11 серпня у Вараждині на стадіоні «Свобода» (2-а ліга) і у Скоп'є на стадіоні «Тоше Проескі» (3-я ліга).
Збірні Португалії, Естонії та Ісландії, вигравши командну першість у 1-3 лігах, отримали право участі у наступному командного чемпіонату Європи у Суперлізі, 1 та 2 лігах відповідно.
Внаслідок зупинення членства Всеросійської федерації легкої атлетики в Європейській легкоатлетичній асоціації через допінговий скандал, російська легкоатлетична збірна у 1-й лізі не виступала. Разом з нею за регламентом змагань до 2-ї ліги переходили 4 команди, які набрали найменше очок.

### Підсумковий залік
| Місце | Команда    | Очки  |
| ----- | ---------- | ----- |
| 1 ↑   | Португалія | 298   |
| 2     | Норвегія   | 267   |
| 3     | Білорусь   | 263   |
| 4     | Нідерланди | 249,5 |
| 5     | Бельгія    | 244   |
| 6     | Туреччина  | 235   |
| 7     | Ірландія   | 229,5 |
| 8 ↓   | Румунія    | 228,5 |
| 9 ↓   | Угорщина   | 220   |
| 10 ↓  | Словаччина | 194   |
| 11 ↓  | Литва      | 180,5 |
| ↓     | Росія      |       |

| Місце | Команда    | Очки  |
| ----- | ---------- | ----- |
| 1 ↑   | Естонія    | 336,5 |
| 2     | Словенія   | 321   |
| 3     | Данія      | 313   |
| 4     | Хорватія   | 307   |
| 5     | Латвія     | 299   |
| 6     | Болгарія   | 298   |
| 7     | Австрія    | 276   |
| 8 ↓   | Ізраїль    | 273,5 |
| 9 ↓   | Кіпр       | 260   |
| 10 ↓  | Люксембург | 181   |
| 11 ↓  | Грузія     | 142   |
| 12 ↓  | Мальта     | 97    |

| Місце | Команда              | Очки  |
| ----- | -------------------- | ----- |
| 1 ↑   | Ісландія             | 430   |
| 2     | Сербія               | 427   |
| 3     | Боснія і Герцеговина | 385   |
| 4     | Молдова              | 377   |
| 5     | Чорногорія           | 283   |
| 6     | Вірменія             | 273   |
| 7     | Північна Македонія   | 263   |
| 8     | Сан-Марино           | 228,5 |
| 9     | Косово               | 181,5 |
| 10    | Албанія              | 172,5 |
| 11    | Азербайджан          | 149   |
| 12    | Андорра              | 108,5 |
| 13    | Малі держави Європи  | 72    |

### Окремі результати переможців
У змаганнях команд 1-3 ліг переможцями в окремих дисциплінах були показані результати, кращі за результати переможців у Суперлізі або які дорівнювали їм.
| Дисципліна    | Ліга | Атлет                       | Результат |
| ------------- | ---- | --------------------------- | --------- |
| 1500 метрів   | 1-а  | Якоб Інгебрігтсен Норвегія  | 3.43,43   |
| 3000 метрів   | 2-а  | Діно Бошняк Хорватія        | 8.01,29   |
| 5000 метрів   | 1-а  | Філіп Інгебрігтсен Норвегія | 13.37,09  |
| Метання диска | 1-а  | Ола Стунес Ісене Норвегія   | 64,80     |

| Дисципліна                | Ліга | Атлетка                  | Результат |
| ------------------------- | ---- | ------------------------ | --------- |
| 5000 метрів               | 3-я  | Луїза Гега Албанія       | 15.36,62  |
| 3000 метрів з перешкодами | 3-я  | Луїза Гега Албанія       | 9.25,80   |
| Стрибки з жердиною        | 2-а  | Тіна Шутей Словенія      | 4,70      |
| Метання диска             | 2-а  | Сандра Перкович Хорватія | 68,58 CR  |

## Відео
- Суперліга - Трансляція першого дня на YouTube
- Суперліга - Трансляція другого дня на YouTube
- Суперліга - Трансляція третього дня на YouTube